# Ацтекский календарь
Ацтекский календарь — система измерения времени, применявшаяся у народов Месоамерики. Впервые эта система появилась у ольмеков около 3500 лет назад и впоследствии распространилась среди культур и народов центральной Мексики, в том числе майя, сапотеков и ацтеков, которые считали, что время воплощает в себе божественное присутствие, а также предопределяет счастливую, несчастную или нейтральную судьбу.
Календарь состоял из двух параллельных циклов: гражданского 365-дневного шиупоуалли (аст. xiuhpohualli, что значит «счёт лет», соответствует хаабу у майя) и ритуального 260-дневного тональпоуалли (аст. tonalpohualli, что значит «счёт дней» или «счёт судеб», соответствует цолькину у майя). Шиупоуалли и тональпоуалли совпадали каждые 52 года, образуя так называемый «век», называвшийся «Новым Огнём». Ацтеки верили, что в конце каждого такого 52-летнего цикла миру угрожает опасность быть уничтоженным, поэтому начало нового ознаменовывалось особыми торжествами. Сто «веков», в свою очередь, составляли 5200-летнюю эру, называвшуюся «Солнцем». В соответствии с этой системой в настоящий момент мы живём в пятой эре Четыре землетрясения, «солнцем» которой является бог Тонатиу.
Ацтеки считали, что оба календаря имеют божественное происхождение: первый связывали с Кецалькоатлем, а второй — с Ошомоко и Сипактональ, божествами астрологии и календарей.
Календарный год начинался с первым появлением Плеяд над восточным горизонтом перед самым восходом Солнца (см. гелиакический восход).

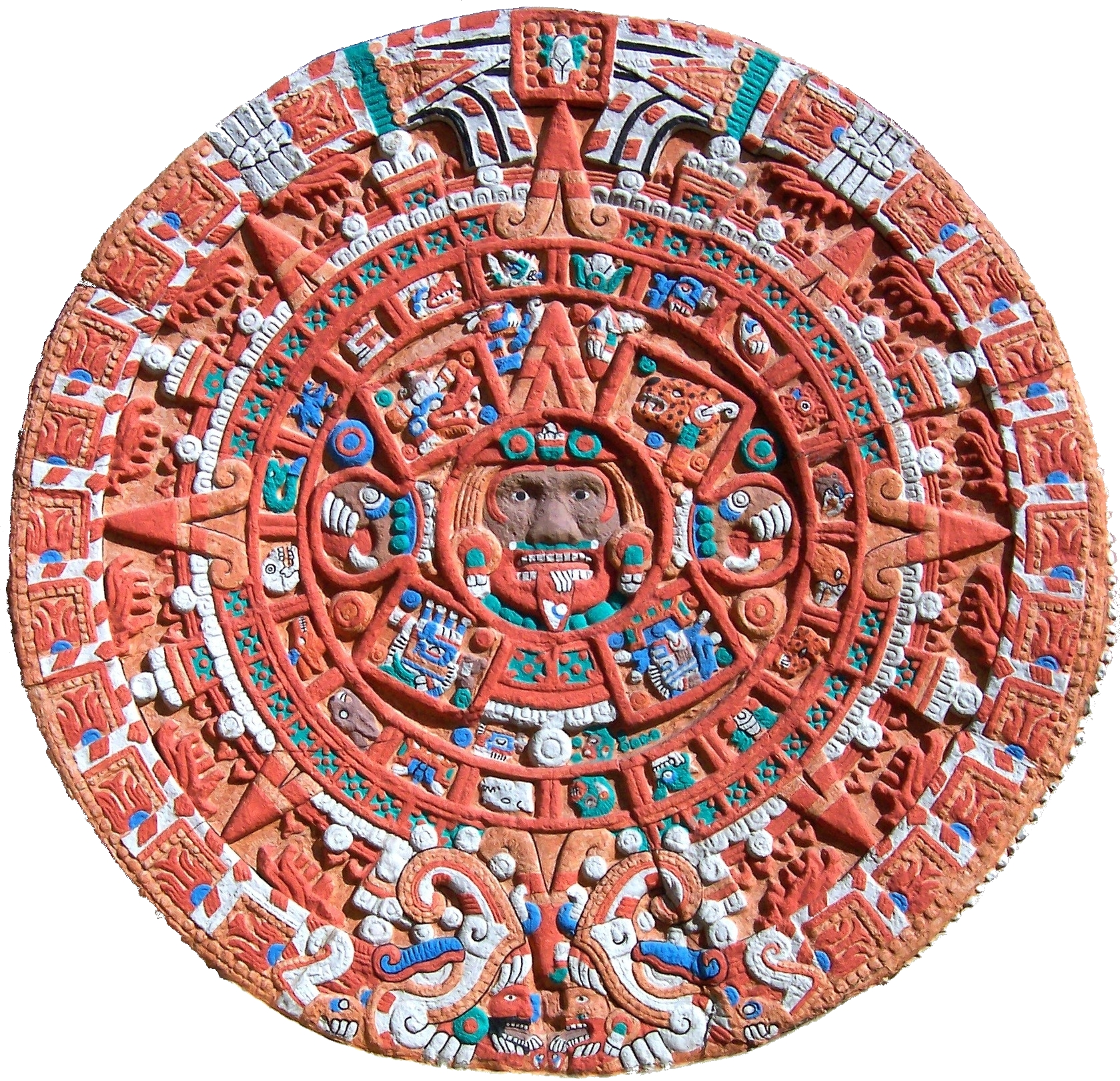
Реплика Камня Солнца, также ошибочно называемого «ацтекским календарём».

## Гражданский календарь
В основе гражданского, или сельскохозяйственного, календаря лежал солнечный год. В соответствии с этим календарём ацтеки определяли даты и продолжительность обрядов и церемоний, связанных с сельскохозяйственными циклами. Календарь состоял из 18 месяцев по 20 дней. Пять дней составляли одну неделю. Чтобы год соответствовал астрономическому, к нему прибавлялись немонтеми — пять пустых дней, дополнительная неделя поста и воздержания.
Проблема високосных годов решалась удвоением одного дня каждые четыре года. Точную корреляцию с григорианским календарём установить не удалось, но многие авторы сходятся во мнении, что начало ацтекского года приходилось на первые дни февраля.
Год шиупоуалли получал название, или в своём роде нумеровался, получая одну из 52 комбинаций, состоящих из числа от 1 до 13 и четырёх символов тональпоуалли (см. ниже): калли (дом), точтли (кролик), акатль (тростник), текпатль (кремень). Например, Эрнан Кортес встретился с Монтесумой II в день 7 Крокодил в год 1 Тростник (или 8 ноября 1519 г.).
| №  | Название месяца                                                  | Божество-покровитель и ритуалы             | Божество-покровитель и ритуалы                                                                               |
| -- | ---------------------------------------------------------------- | ------------------------------------------ | --- |
| 1  | Атлькауало (прекращение воды)                                    | Тлалок, Чальчиутликуэ                      | Жертвоприношение детей водным божествам                                                                      |
| 2  | Тлакашипеуалицтли (свежевание людей)                             | Шипе-Тотек                                 | Жертвоприношение воинов; танец жреца с кожей, содранной с жертв                                              |
| 3  | Тосостонтли (малое бдение)                                       | Коатликуэ, Тлалок                          | Захоронение кожи жертв, жертвоприношение детей                                                               |
| 4  | Уэйтосостли (большое бдение)                                     | Сентеотль, Чикомекакоатль                  | Благословение новой кукурузы; жертвоприношение девушки                                                       |
| 5  | Тошкатль (засуха)                                                | Тескатлипока, Уицилопочтли                 | Жертвоприношение персонификаций богов                                                                        |
| 6  | Эцалькуалистли (блюдо из кукурузы и фасоли)                      | Тлалок                                     | Ритуальное удушение персонификаций водных божеств; ритуальные омовения и танцы                               |
| 7  | Текуилуитонтли (маленький пир господ)                            | Уиштосиуатль, Шочипилли                    | Жертвоприношение персонификаций богов; церемония соледобытчиков                                              |
| 8  | Уэйтекуиутль (большой пир господ)                                | Шилонен                                    | Праздник богини молодой кукурузы; знать раздаёт подарки и еду черни                                          |
| 9  | Тлашочимако (рождение цветов)                                    | Уицилопочтли                               | Все изображения богов украшаются цветочными гирляндами. Пир с кукурузными лепёшками и индейкой.              |
| 10 | Шокотлуэци (падение плодов) Уэймиккаиуитль (большой пир мёртвых) | Шиутекутли                                 | Ритуальное состязание; жертвоприношения богам огня (сожжение жертв)                                          |
| 11 | Очпанистли (подметание дороги)                                   | Тласольтеотль                              | Подметание домов и дорог; имитация сражения                                                                  |
| 12 | Теотлеко (возвращение богов)                                     | Тескатлипока                               | Приветственные церемонии в честь возвращения богов на землю; ритуальное опьянение, огненные жертвоприношения |
| 13 | Тепеиуитль (пир холмов)                                          | Тлалок                                     | Церемонии, посвящённые богам горных дождей; человеческие жертвоприношения и ритуальный каннибализм           |
| 14 | Кечолли (драгоценное перо)                                       | Мишкоатль-Камаштли                         | Пост и последующая ритуальная охота; жертвоприношение добычи и ритуальный пир                                |
| 15 | Панкецалистли (поднятие флага)                                   | Уицилопочтли                               | Дома и плодовые деревья украшаются бумажными флагами; процессия; массовые жертвоприношения                   |
| 16 | Атемостли (нисхождение вод)                                      | Тлалок                                     | Праздник в честь водных богов; жертвоприношение детей и рабов                                                |
| 17 | Тититль (вытягивание)                                            | Иламатекутли                               | Магические ритуалы для вызывания дождя; побивание женщин мешками с соломой, чтобы те плакали                 |
| 18 | Искалли (воскрешение)                                            | Шиутекутли                                 | Сооружение фигур богов из амарантового теста; пир с тамалес и растениями                                     |
|    | Немонтеми (пустые дни)                                           | Пять дней поста и воздержания без ритуалов | Пять дней поста и воздержания без ритуалов                                                                   |

## Священный календарь
Помимо гражданского календаря, ацтеки использовали священный календарь тональпоуалли. Этот священный календарь был записан в «книге дней» тоналаматль, которая представляла собой кодекс на коже или бумаге из коры, на основе которого жрец тональпоуке вычислял гороскопы и предсказывал благоприятные и неблагоприятные дни. Каждому дню назначалась комбинация из числа от 1 до 13 и одного из двадцати знаковых дней, таким образом у каждого дня в году было своё уникальное обозначение. Всего таких комбинаций 260, что и дало в итоге 260-дневный священный год. Год состоял из 20 недель по 13 дней, причём при наступлении нового дня к дате прибавлялись единица и новый знак. Так, первая неделя начиналась в день 1 Крокодил и заканчивалась в день 13 Тростник. После этого числа повторялись, а знаки продолжали идти по порядку: вторая неделя начиналась в 1 Ягуар и заканчивалась в 13 Череп и так далее. Только по прошествии полных 260 дней (13×20) оба цикла чисел и знаков совпадали, снова повторяя комбинацию 1 Крокодил.
Считалось, что каждым знаком управляет бог или богиня, также все они были связаны со сторонами света (против часовой стрелки, начиная с востока, откуда восходит солнце). Группа из тринадцати дней называется тресена (trecena, от исп. trece — тринадцать). Каждая такая группа имела своего покровителя среди божеств.
Названия дней (против часовой стрелки):

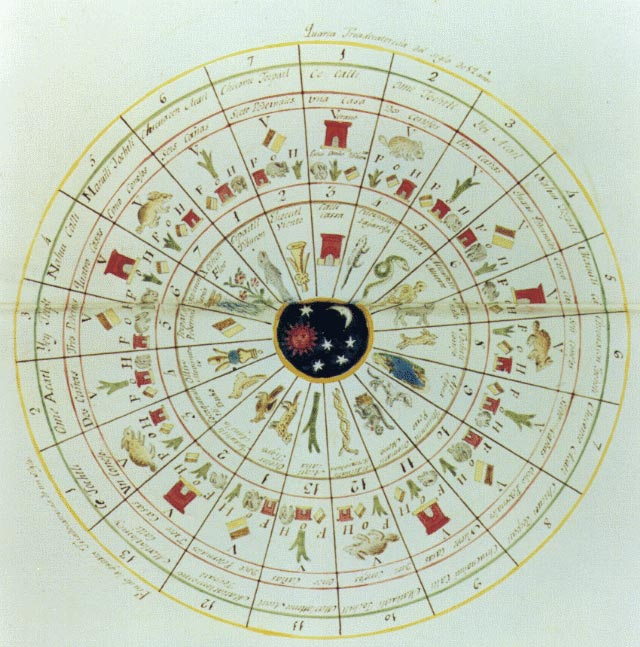
Тональпоуалли

- Сипактли — Крокодил/Кайман
- Ээкатль — Ветер
- Калли — Дом
- Куэцпаллин — Ящерица
- Коатль — Змея
- Микистли — Череп/Смерть
- Масатль — Олень
- Точтли — Кролик
- Атль — Вода
- Ицкинтли — Собака
- Осоматли — Обезьяна
- Малиналли — Трава/Растение
- Акатль — Тростник
- Оцелотль — Ягуар/Оцелот
- Куаутли — Орёл
- Коскакуаутли — Стервятник
- Оллин — Движение/Землетрясение
- Текпатль — Кремень/Кремнёвый нож
- Киауитль — Дождь
- Шочитль — Цветок